# Traditionelle Ohranlegeoperationen
Traditionelle oder herkömmliche Ohranlegeoperationen (siehe auch Otopexie) sind Verfahren, bei denen das Ohr mit einem langen Schnitt geöffnet wird. Sie werden deshalb auch als offene Otopexien bezeichnet. Der Hautschnitt wird meistens auf der Ohrmuschelrückseite gemacht (hinterer Zugang), in seltenen Fällen auch auf der Ohrmuschelvorderseite (vorderer Zugang). Dann wird der  Knorpel der mangelhaft gebogenen Anthelix großflächig freigelegt und mittels Fräse, Raspel, Skalpell oder Diamantbohrer  ausgedünnt und mit verborgenen Matratzennähten fixiert. Die Ausdünnung des Knorpels hat das Ziel, die Rückstellkräfte des Knorpels zu reduzieren.
Bei zu groß angelegter Concha muss aus dem cavum conchae  ein spindelförmiges Knorpelstück entfernt werden, um diese zu verkleinern. Oder die Concha wird zum Kopf hin gedreht, indem sie mit Nähten an die Knochenhaut des Warzenbeins (Mastoid)  fixiert wird (sogenannte Concharotation oder Cavumrotation). Conchaverkleinerung oder Concharotation bewirkt das Anlegen des unteren und mittleren Drittels des Ohres.
Die Standardverfahren der traditionellen Methoden sind die Ohranlegeoperation nach Mustardé, nach J. M. Converse und die Ohranlegeoperation nach Stenström. Bei der Methode nach Mustardé wird der Knorpel intakt gelassen, das Ohr wird aber auch aufgeschnitten, der Anthelixknorpel großflächig freigelegt und mit Nähten gefaltet.
Von den Standardverfahren abgeleitet, wurden zahlreiche ähnliche traditionelle Ohranlegeoperationen entwickelt  (siehe Weerda).
Bei allen traditionellen Methoden wird nach der Operation für ein bis zwei Wochen ein Kopfverband angelegt. Danach wird für einige Wochen das Tragen eines Stirnbandes empfohlen.
Im Gegensatz zu den offenen Otopexien gibt es auch geschlossene Ohranlegeoperationen, bei denen das Ohr nicht mehr aufgeschnitten wird und die deshalb nicht den traditionellen Methoden zugeordnet werden.  Sie werden nach Weerda Sonderformen der Ohranlegeoperationen genannt. Die bekannteste der Sonderformen ist im englischen Schrifttum die „incisionless otoplasty“ und im deutschen Schrifttum die „Fadenmethode“.

## Risiken und Komplikationsmöglichkeiten
Die traditionellen Ohranlegeoperationen sind mit einer höheren Anzahl an Komplikationsmöglichkeiten behaftet als die Sonderformen der Ohranlegeoperationen (siehe Komplikationsmöglichkeiten im Artikel über Otopexie).